# Поєнь (Рошіорі, Бакеу)
Поєнь, Поєні (рум. Poieni) — село у повіті Бакеу в Румунії. Входить до складу комуни Рошіорі.
Село розташоване на відстані 268 км на північ від Бухареста, 23 км на північний схід від Бакеу, 59 км на південний захід від Ясс.

## Населення
За даними перепису населення 2002 року у селі проживали 394 особи, усі — румуни. Усі жителі села рідною мовою назвали румунську.